# José Ignacio de Echavarría

José Ignacio de Echavarría y del Castillo (Valladolid, 31 de julio de 1817-Madrid, 4 de junio de 1898) fue un militar y político español. Marqués de Fuentefiel, teniente general y senador vitalicio .
Ocupó cargos de gobernador civil y militar de La Habana y jefe de Estado Mayor en la Península. A raíz de la revolución de septiembre se mostró partidario de Isabel II, y como teniente general luchó contra las tropas de Serrano en Andalucía. Acompañó a la reina en el destierro y regresó después de la Restauración borbónica en España. 

## Biografía
Militar vallisoletano que, ya en 1854, ocupó la Gobernación de La Habana. Combatió después en la segunda y tercera Guerra carlista, tanto en el Norte, como en Cataluña. Durante la Gloriosa permaneció fiel a la reina Isabel II a la que acompañó al destierro. Regresó tras la restauración borbónica en España de 1875 y, entre diciembre de 1879 y junio de 1881, ocupó el Ministerio de la Guerra en un gabinete presidido por Cánovas del Castillo.